# Emiblocco anteriore sinistro

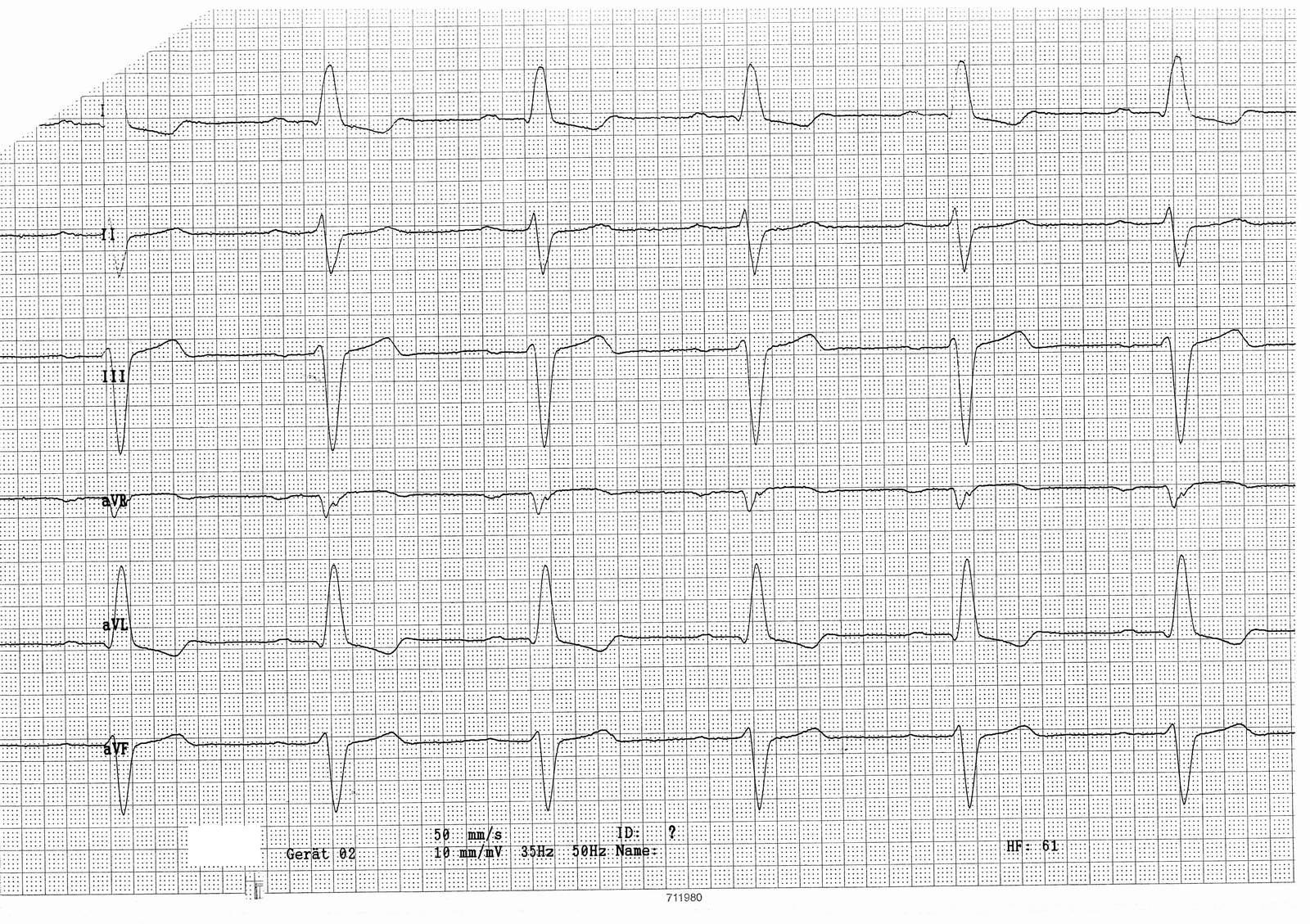
Emiblocco anteriore sinistro caratterizzato dalla presenza di complessi "rS" in D_{II}, D_{III} e aVF

L'emiblocco anteriore sinistro è una patologia del ventricolo sinistro, in relazione con il blocco di branca sinistra, ma ben distinto da esso.
La causa è un difetto di conduzione del fascicolo anteriore della branca sinistra e si evidenzia sull'elettrocardiogramma con una deviazione assiale sinistra sul piano frontale. È molto più comune dell'emiblocco posteriore sinistro. L'incidenza nella popolazione generale è inferiore al 2%.

## Caratteristiche
L'attivazione normale del ventricolo sinistro procede lungo la branca sinistra, che consiste di tre fascicoli, il fascicolo anteriore sinistro, il fascicolo posteriore sinistro e il fascicolo settale. Il fascicolo posteriore innerva le pareti posteriori e inferoposteriori del ventricolo sinistro, il fascicolo anteriore le parti superiore e anteriore del ventricolo sinistro e il fascicolo settale la parete del setto interventricolare.
L'emiblocco anteriore sinistro (EAS) si evidenzia quando un impulso elettrico si diffonde prima attraverso il fascicolo posteriore sinistro, causando un ritardo nell'attivazione delle parti anteriore e superiore del ventricolo.  Sebbene vi sia un ritardo nell'attivazione del fascicolo anteriore, è presente l'attivazione settale sinistra-destra e l'attivazione inferiore del ventricolo (sull'ECG è caratterizzato dalla presenza di una Q settale in I e aVL e da un complesso QRS prevalentemente negativo nelle derivazioni II, III e aVF). L'attivazione ritardata provoca quindi uno spostamento dell'asse del QRS verso sinistra e superiormente, causando una marcata deviazione assiale sinistra. Questa attivazione ritardata si traduce anche in uno slargamento del complesso QRS, sebbene non quanto nel blocco di branca sinistra.
La deviazione assiale sinistra in genere è contenuta fra -45° e -60° .